# Phật sống người phương Tây

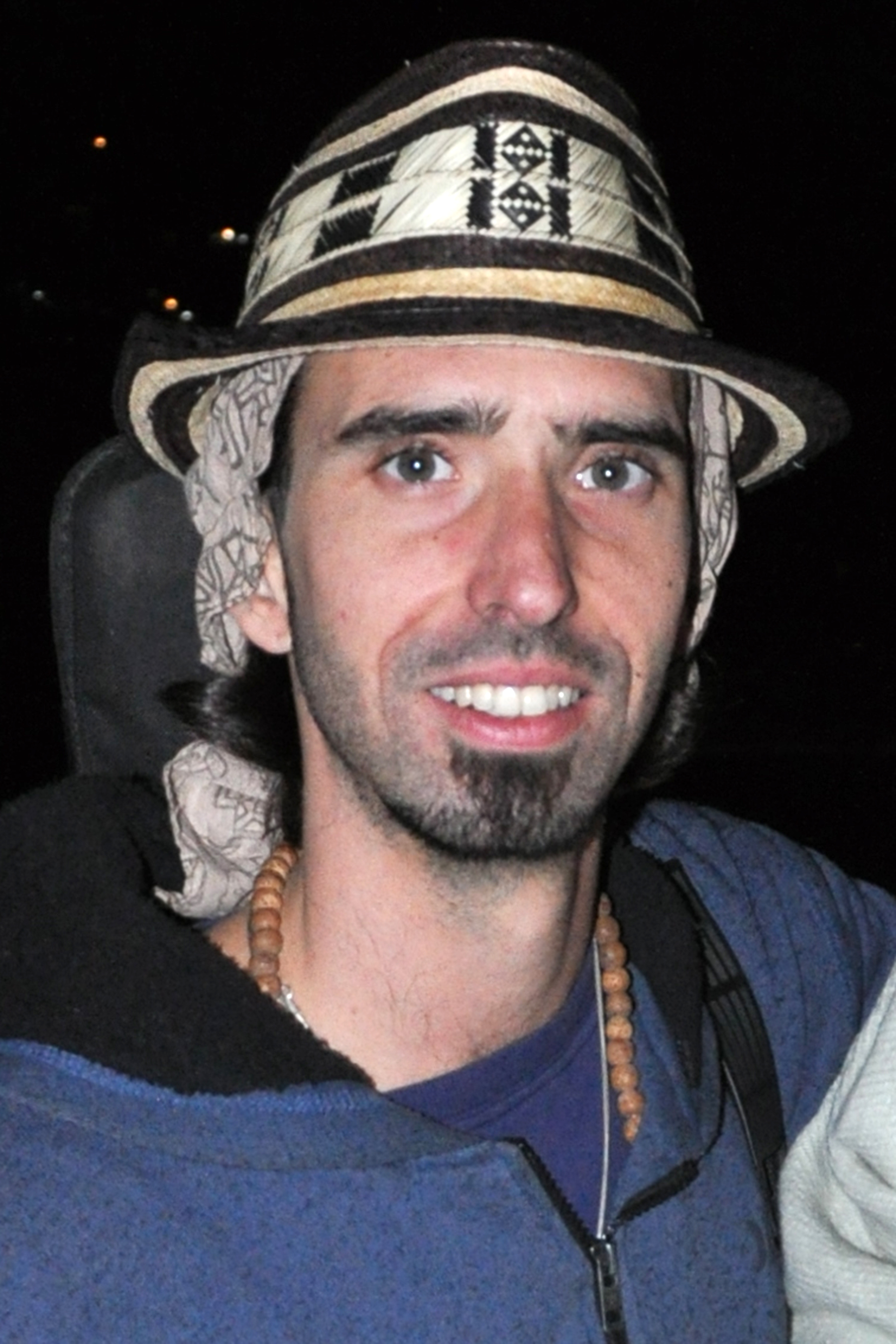
Vị Phật sống người Tây Ban Nha Hita y Torres

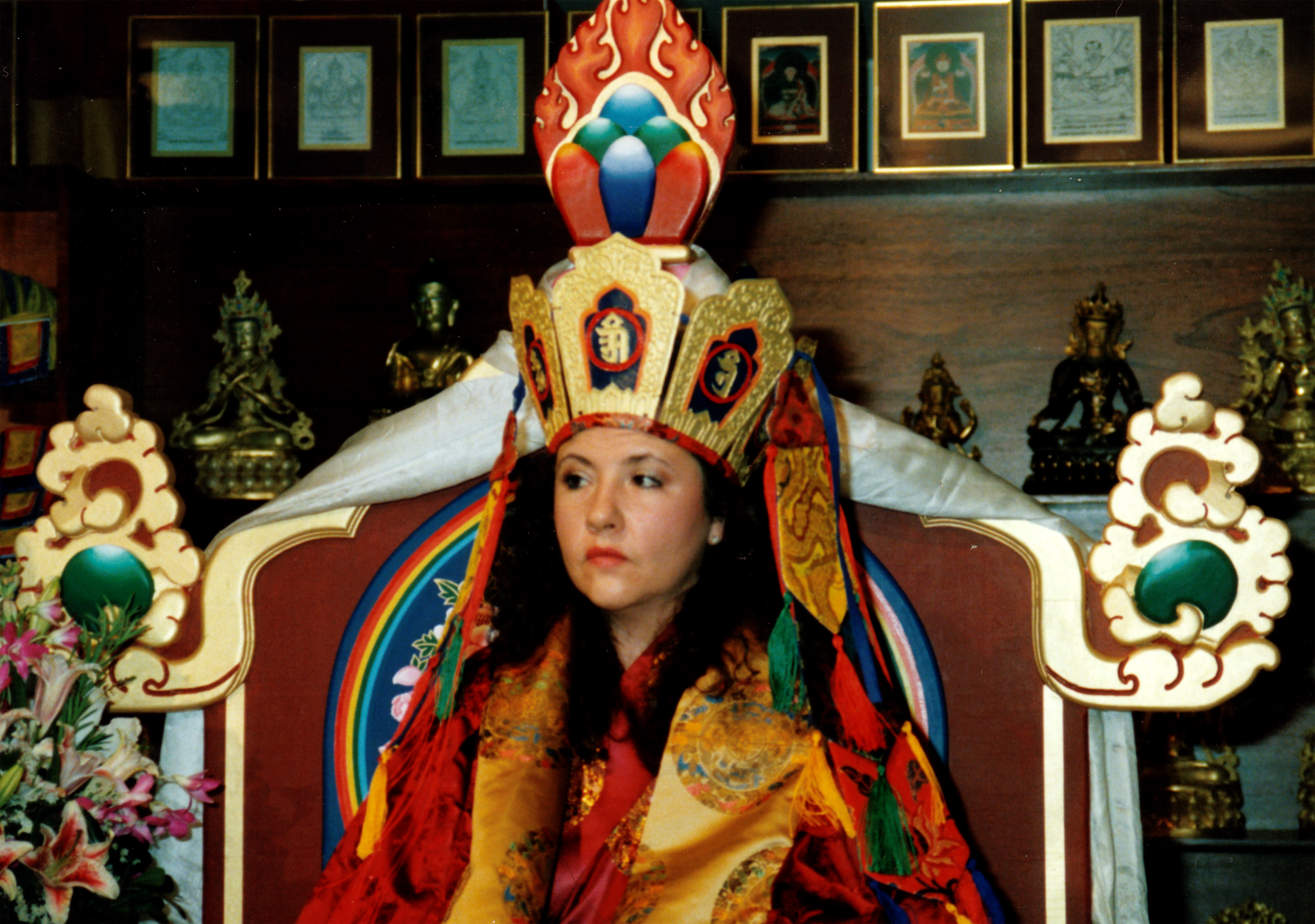
Vị nữ Phật sống người Mỹ Catharine Burroughs (tên khai sinh là Alyce Louise Zeoli), sinh ra tại Canarsie, Brooklyn ở Mỹ

Một vị Phật sống người phương Tây (Western tulku) là việc công nhận về sự tái sinh của một bậc thầy tiền kiếp mà nay được sinh ra, chuyển thế ở phương Tây, những vị Phật sống này thường là những người không phải là người Tây Tạng hay những người có chung vùng văn hóa Tây Tạng (như Thổ Phồn, Bhutan, Nepal, Mông Cổ)  mà họ là những người da trắng sinh ra ở phương Tây (các nước Tây Âu hoặc ở Mỹ) được phong thánh và tôn lên làm Phật sống. Những vị Phật sống người Tây phương da trắng này được phong danh vị Tulku (tức là hóa thân của một vị Phật, Lạt Ma, một vị Tôn bảo/Rinpoche gọi chung là Hoạt Phật/活佛) vốn đã diễn ra từ những năm 1970, sau khi Phật giáo Tây Tạng lan rộng đến các nước phương Tây hiện đại như Hoa Kỳ. Người phương Tây, đặc biệt là những người không phải là người châu Á đã thúc đẩy cuộc tranh luận về động cơ, mục đích, ý nghĩa của hiện tượng này trong các cộng đồng Phật tử và rộng ra là cộng đồng Tây Tạng vốn nhận thức theo nhiều cách khác nhau như là sự phát triển của chủ nghĩa phương Đông huyền bí và uyên bác, hoặc một phần của Phật giáo Tây Tạng đã thích nghi với bối cảnh chính trị xuyên văn hóa của tôn giáo thế giới (như Phật giáo Phương Tây, Phật giáo hiện đại).

## Tổng quan
Vào cuối thế kỷ XIX, Laurence Waddell, một nhà thám hiểm phương Tây đầu tiên, đã xác định hệ thống Tulku là một sáng tạo hoàn toàn của Tây Tạng vào thế kỷ thứ XV, mặc dù "cố tình giấu diếm để tạo vẻ cổ xưa", và phân biệt nó với "thuyết tái sinh chính thống của Phật giáo vốn là kết quả của nghiệp". Những ý kiến như vậy là điển hình của các nhà văn phương Đông, những người không thích mê tín dị đoan, được coi là sự lệch lạc so với tư duy duy lý. Với Việc Trung Quốc sáp nhập Tây Tạng vào năm 1959 đã tạo ra sự biến động xã hội lớn và càng trầm trọng hơn trong cuộc Cách mạng Văn hóa đã gây ra thiệt hại không thể khắc phục được cho các thể chế và truyền thống tạo nên Phật giáo Tây Tạng như một trong đối tượng của phong trào phá tứ cựu. Do đó, Phật giáo Tây Tạng đã phát triển mạnh mẽ ở những khu vực có nền văn hóa Tây Tạng không nằm dưới sự cai trị của Trung Quốc, chẳng hạn như Nepal, Bhutan và một số vùng của Bắc Ấn Độ. Ở Ấn Độ, hệ thống tu viện truyền thống phần lớn vẫn còn nguyên vẹn và hệ thống Tulku vẫn có liên quan về mặt chính trị. Kết hợp với bản chất xuyên quốc gia vốn có của các tôn giáo truyền đạo, Phật giáo Tây Tạng "bị giằng xé giữa nhu cầu thích nghi và nhu cầu bảo tồn" trước sự chiếm đóng của Trung Quốc và sự say mê của phương Tây đối với Tây Tạng huyền bí (khám phá huyền thoại Shangri-La).
Sau khi bị Trung Quốc chiếm đóng và phải lưu vong, việc xác định Phật sống Tulku không phải người Tây Tạng được coi là biểu hiện của "tiềm năng sáng tạo của người Tây Tạng để thích nghi và tồn tại trong một thế giới đang thay đổi" và được coi là dấu hiệu cho thấy Phật giáo Tây Tạng đang có được bản chất "toàn cầu hóa" hơn, vì hệ thống truyền thừa này rất quan trọng đối với việc duy trì và truyền bá Phật giáo Tây Tạng. Raymond Lee và Susan Ackerman cho rằng việc công nhận các vị Phật sống phương Tây qua đó "nêu cao hình ảnh của chế độ tôn giáo Tây Tạng luôn cởi mở với sự thay đổi", nó diễn ra vào thời điểm quan trọng và "tình hình giống như thị trường sôi động nhờ các ý tưởng và thực hành dung hợp". Donald Lopez cho rằng việc công nhận các vị Phật sống phương Tây là "một kiểu thích ứng về mặt tâm linh mà người Tây Tạng sử dụng để tranh thủ sự ủng hộ của phương Tây nhằm gia tăng sự phản đối trước sự chiếm đóng của Trung Quốc". Theo Zablocki phân tích về nhà văn và nhà hoạt động người Tây Tạng Jamyang Norbu như một sự châm biếm về một hành động "chiếm đoạt ngược" mà theo đó thì một vị anh hùng theo quan niệm văn hóa phương Tây lại trở thành một người Tây Tạng thay vì ngược lại. Bản thân Norbu chỉ trích vị thế của Phật giáo trong cộng đồng người Tây Tạng lưu vong, cũng như "những ý thích kỳ quặc của những người theo đạo Phật phương Tây, say mê mọi thứ truyền thống hoặc huyền bí ở Tây Tạng".
Các vị Phật sống người phương Tây có thể phải đấu tranh để được chấp nhận giữa thân phận những người tại gia và thậm chí là những tu sĩ khác. Hơn nữa, một đứa trẻ người phương Tây da trắng được chọn là Phật sống thường được so sánh và được đồng nhất với một người lớn tuổi xa xưa có gốc gác văn hóa và bối cảnh lịch sử hoàn toàn khác lạ. Nhiều vị Phật sống người phương Tây cảm thấy rằng "địa vị và vị thế của họ vẫn ở phương Tây". Nhìn chung, họ không tuân theo lề luật đời sống tự viện Vinaya theo truyền thống của Tây Tạng, và thường rời bỏ tu viện quê hương để theo đuổi sự nghiệp khác, đôi khi không phải vì chức sắc linh mục hay các vị thế tâm linh gì khác, tuy nhiên đây cũng là xu hướng thường thấy ở Phật sống Tây Tạng. Trong các cộng đồng Phật giáo phương Tây, người ta chú trọng nhiều hơn đến tính chất thế tục, vai trò, sự tham gia của phụ nữ và định hướng chung hướng tới công lý xã hội nhiều hơn so với các cộng đồng Phật giáo truyền thống. Ary cho rằng con đường của các Phật sống phương Tây "nằm ngoài tự viện" và thông qua đó, họ đã "[hoàn thành] một phần sứ mệnh là một Tulku". Vị Tulku Bino Naksang đã xem việc dàn dựng nên hiện tượng Phật sống phương Tây như là một "thí nghiệm thất bại" không tính đến những mâu thuẫn giữa văn hóa Tây Tạng truyền thống với văn hóa phương Tây hiện đại. Ông cho rằng hệ thống Phật sống Tulku là thứ riêng có duy nhất vốn dĩ thuộc về Tây Tạng và ông gợi ý rằng người phương Tây nên chú trọng phát triển các hình thái Phật giáo của riêng họ thay vì cố lẫn lộn vào hệ thống Phật giáo Tây Tạng. Đức Đạt Lai Lạt Ma hiện tại còn không chắc rằng liệu việc công nhận Phật sống phương Tây có mang lại lợi lạc gì không.

## Các trường hợp
Elijah Ary là người phương Tây đầu tiên được công nhận là Tulku trong truyền thống Gelug. Elijah Ary đã lập luận rằng việc công nhận Phật sống người phương Tây là bằng chứng cho thấy hệ thống Tulku không hoàn toàn mang tính xã hội chính trị. Tenzin Ösel Hita sinh ra trong gia đình người Tây Ban Nha, cả hai đều là học viên của Foundation for the Preservation of the Mahayana Tradition (Quỹ Bảo tồn Truyền thống Đại thừa), vào tháng 2 năm 1985. Ông được Đạt Lai Lạt Ma xác nhận là tái sinh chuyển thế của Thubten Yeshe, người sáng lập FPMT vào năm 1986. Hita được gọi là "Phật sống xuyên quốc gia". Năm 1988, Jetsunma Ahkon Lhamo (tên gọi trước đây là Catharine Burroughs) đã được tấn phong làm Phật sống tái sinh (Tulku) tại Kunzang Palyul Choling. Đây là lần đầu tiên một phụ nữ người phương Tây được công nhận là Phật sống. Sự công nhận muộn màng và lối sống không tuân theo truyền thống của bà đã gây ra nhiều tranh cãi. Vào tháng 2 năm 1997, nam diễn viên Mỹ Steven Seagal cũng được tấn phong làm Phật sống của Chungdrag Dorje vốn là một Tertön (Linh tàng) vào thế kỷ XVII làm dấy lên một cuộc tranh luận về việc liệu các danh hiệu tôn giáo truyền thống "có đang bị đem ra rao bán" hay không. Vị Tôn bảo Penor Rinpoche là người đã công nhận một số vị Phật sống người phương Tây bao gồm Ahkon Norbu Lhamo, đã bảo vệ việc mình đã công nhận Phật sống cho diễn viên Seagal, ông cho rằng không có gì lạ lẫm khi công nhận hậu Phật sống trong cuộc đời hoặc có khoảng cách lớn giữa các lần tái sinh của một vị Phật sống, ông cũng phủ nhận việc kiếm tiền quyên góp từ Seagal. Ký giả Stephen Batchelor đã viết rằng "tôi nghi ngờ, và tôi phải thừa nhận rằng đó là một nghi ngờ mang tính hoài nghi, rằng đây là một động thái chính trị-tài chính". Chính vì diễn viên Seagal tham gia vào hoạt động buôn bán vũ khí quốc tế và có dính líu với chính phủ Nga đã khiến nhà báo người Anh Marina Hyde chỉ trích danh phận Phật sống của nam diễn viên này.